# Subramaniula thielavioides
Subramaniula thielavioides är en svampart som först beskrevs av Arx, Mukerji & N. Singh, och fick sitt nu gällande namn av Arx 1985. Subramaniula thielavioides ingår i släktet Subramaniula och familjen Chaetomiaceae.   Inga underarter finns listade i Catalogue of Life.